# Josef Václav z Mansfeldu
Josef Václav Jan Nepomuk z Mansfeld-Vorderort-Bornstedtu (německy Joseph Wenzel Johann Nepomuk von Mansfeld-Vorderort Graf von Fondi, 7. nebo 12. září 1735 – 31. března 1780) byl hrabě z Mansfeld-Vorderortu, 4. kníže z Mansfeldu a Fondi (1780), hrabě z Fondi v provincii Latina, oblast Lazio, střední Itálie.

## Život
Narodil se jako jediný syn 3. knížete Jindřicha Pavla Františka II. z Mansfeld-Vorderortu (6. července 1712 Praha – 15. února 1780 tamtéž) a jeho první manželky, hraběnky Marie Josefy Kláry z Thun-Hohensteinu (9. září 1714 – 17. září 1740), dcery hraběte Jan František Josef z Thun-Hohensteinu (1686–1720) a hraběnky Marie Filipiny Josefy z Harrachu (1693–1763).
První vzdělání získal na Tereziánské akademii ve Vídni a později strávil nějaký čas v Turíně. Během sedmileté války sloužil jako důstojník a nakonec zastával funkci císařského komorníka.
Po smrti matky v roce 1740 se jeho otec Jindřich Pavel František podruhé oženil 9. dubna 1741 v Praze s hraběnkou Marií Josefou Černínovou z Chudenic (1722–1772).
Asi měsíc po smrti svého otce, 31. března 1780 měl Josef Václav z Mansfeldu dopravní nehodu se svým kočárem, na jejíž následky ve věku 44 let zemřel. Jeho smrtí vyhasl jeho rod v mužské linii.
Jeho sestra Marie Isabela byla provdána za Františka Gundakera, knížete z Colloreda. V roce 1789 bylo potvrzeno spojení rodového jména a erbu knížat z Mansfeldu s rodem Colloredů. Aliančního knížecího titulu směl užívat pouze prvorozený syn, zbývající mužští členové rodu směli užívat titul hrabat z Colloredo-Mansfeldu.

### Manželství a rodina
Josef Václav z Mansfeldu-Forderort se 9. února 1764 ve Vídni oženil s Alžbětou z Regalu (21. února 1742–1780), dcerou hraběte Maxmiliána Oldřicha Arnošta Guidobalda z Regalu († 18. listopadu 1761, Vídeň) a hraběnky Marie Alžběty z Trausonu-Falkensteinu (21. října 1709–1755). Jejich manželství zůstalo bezdětné.